# Arundel and South Downs (circonscription du Parlement britannique)
Circonscription parlementaire de la Chambre des communes
La circonscription d'Arundel and South Downs est une circonscription parlementaire britannique. Située dans le West Sussex, elle inclut la ville d'Arundel et une partie de la région des South Downs.
Cette circonscription a été créée en 1997 et est représentée à la Chambre des communes du Parlement britannique.

## Members of Parliament
| Élection | Élection | Membre          | Membre | Parti        |
| -------- | -------- | --------------- | ------ | ------------ |
|          | 1997     | Howard Flight   |        | Conservateur |
|          | 2005     | Nick Herbert    |        | Conservateur |
|          | 2019     | Andrew Griffith |        | Conservateur |

## Élections

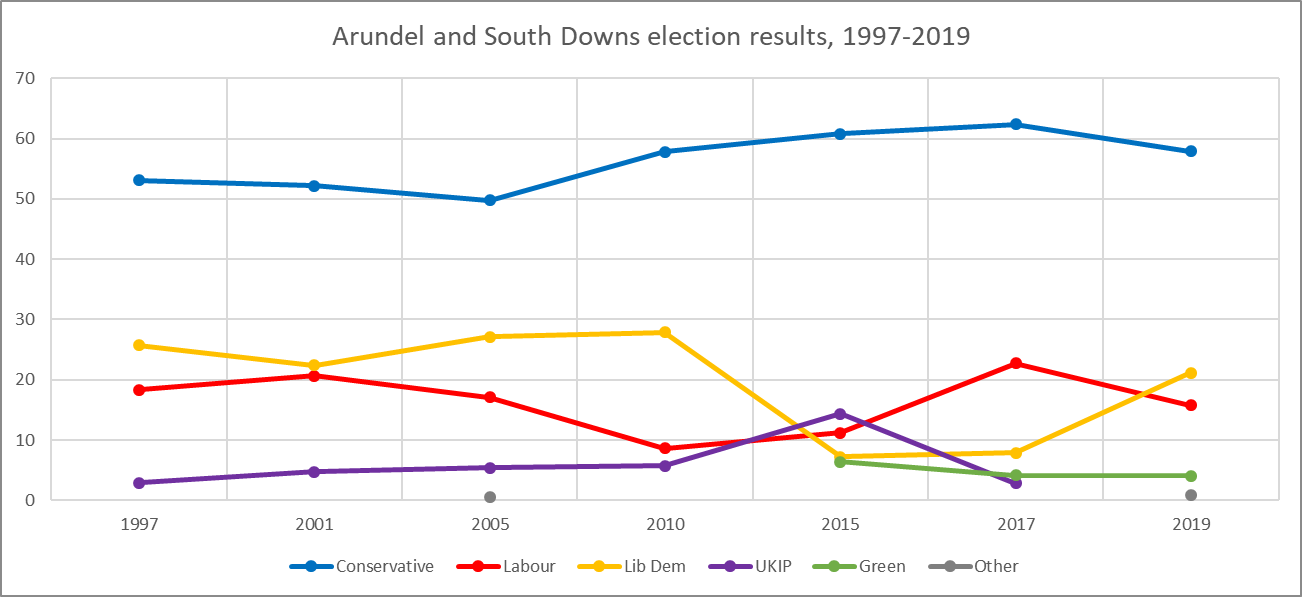
Arundel and South Downs résultats élection

### Élections dans les années 2010
| Parti         | Parti                | Candidat             | Voix   | %    | ±     |
| ------------- | -------------------- | -------------------- | ------ | ---- | ----- |
|               | Conservateur         | Andrew Griffith      | 35,566 | 57,9 | -4.4  |
|               | Libéral Démocrate    | Alison Bennett       | 13,045 | 21,2 | +13.3 |
|               | Travailliste         | Bella Sankey         | 9,722  | 15,8 | -6.9  |
|               | Green                | Isabel Thurston      | 2,519  | 4,1  | -0.1  |
|               | Indépendant          | Robert Wheal         | 556    | 0,9  | N/A   |
| Majorité      | Majorité             | Majorité             | 22,521 | 36,7 | −2.9  |
| Participation | Participation        | Participation        | 61,408 | 75,1 | -0.7  |
|               | Conservateur retenir | Conservateur retenir | Swing  | -8.9 |       |

| Parti         | Parti                | Candidat             | Voix   | %     | ±     |
| ------------- | -------------------- | -------------------- | ------ | ----- | ----- |
|               | Conservateur         | Nick Herbert         | 37,573 | 62,4  | +1.6  |
|               | Travailliste         | Caroline Fife        | 13,690 | 22,7  | +11.5 |
|               | Libéral Démocrate    | Shweta Kapadia       | 4,783  | 7,9   | +0.7  |
|               | Green                | Jo Prior             | 2,542  | 4,2   | −2.2  |
|               | UKIP                 | John Wallace         | 1,668  | 2,8   | −11.7 |
| Majorité      | Majorité             | Majorité             | 23,883 | 39,6  | −6.7  |
| Participation | Participation        | Participation        | 60,256 | 75,8  | +2.7  |
|               | Conservateur retenir | Conservateur retenir | Swing  | -4.95 |       |

| Parti         | Parti                | Candidat               | Voix   | %    | ±     |
| ------------- | -------------------- | ---------------------- | ------ | ---- | ----- |
|               | Conservateur         | Nick Herbert           | 34,331 | 60,8 | +3.0  |
|               | UKIP                 | Peter Grace            | 8,154  | 14,4 | +8.8  |
|               | Travailliste         | Christopher Wellbelove | 6,324  | 11,2 | +2.6  |
|               | Libéral Démocrate    | Shweta Kapadia         | 4,062  | 7,2  | −20.7 |
|               | Green                | Isabel Thurston        | 3,606  | 6,4  | +6.4  |
| Majorité      | Majorité             | Majorité               | 26,177 | 46,3 | +16.4 |
| Participation | Participation        | Participation          | 56,477 | 73,1 | +0.9  |
|               | Conservateur retenir | Conservateur retenir   | Swing  | +2.9 |       |

| Parti         | Parti                | Candidat             | Voix   | %    | ±    |
| ------------- | -------------------- | -------------------- | ------ | ---- | ---- |
|               | Conservateur         | Nick Herbert         | 32,333 | 57,8 | +8.0 |
|               | Libéral Démocrate    | Derek Deedman        | 15,642 | 27,9 | +0.8 |
|               | Travailliste         | Tim Lunnon           | 4,835  | 8,6  | −8.5 |
|               | UKIP                 | Stuart Bower         | 3,172  | 5,7  | +0.3 |
| Majorité      | Majorité             | Majorité             | 16,691 | 29,9 | +8.1 |
| Participation | Participation        | Participation        | 55,982 | 72,2 | +1.4 |
|               | Conservateur retenir | Conservateur retenir | Swing  | +3.6 |      |

### Élections dans les années 2000
| Parti         | Parti                | Candidat             | Voix   | %    | ±    |
| ------------- | -------------------- | -------------------- | ------ | ---- | ---- |
|               | Conservateur         | Nick Herbert         | 24,752 | 49,8 | −2.4 |
|               | Libéral Démocrate    | Derek Deedman        | 13,443 | 27,1 | +4.7 |
|               | Travailliste         | Sharon Whitlam       | 8,482  | 17,1 | −3.6 |
|               | UKIP                 | Andrew Moffat        | 2,700  | 5,4  | +0.7 |
|               | Protest Vote Party   | Mark Stack           | 313    | 0,6  | +0.6 |
| Majorité      | Majorité             | Majorité             | 11,309 | 22,8 | -7.0 |
| Participation | Participation        | Participation        | 49,690 | 68,5 | 3.8  |
|               | Conservateur retenir | Conservateur retenir | Swing  | −3.5 |      |

| Parti         | Parti                | Candidat             | Voix   | %     | ±     |
| ------------- | -------------------- | -------------------- | ------ | ----- | ----- |
|               | Conservateur         | Howard Flight        | 23,969 | 52,2  | −0.9  |
|               | Libéral Démocrate    | Derek R. Deedman     | 10,265 | 22,4  | −3.4  |
|               | Travailliste         | Charles S. Taylor    | 9,488  | 20,7  | +2.4  |
|               | UKIP                 | Robert Perrin        | 2,167  | 4,7   | +1.8  |
| Majorité      | Majorité             | Majorité             | 13,704 | 29,8  | +2.4  |
| Participation | Participation        | Participation        | 45,889 | 64,7  | −10.8 |
|               | Conservateur retenir | Conservateur retenir | Swing  | +1.25 |       |

### Élections dans les années 1990
| Parti         | Parti                                  | Candidat      | Voix   | %    | ±   |
| ------------- | -------------------------------------- | ------------- | ------ | ---- | --- |
|               | Conservateur                           | Howard Flight | 27,251 | 53,1 | N/A |
|               | Libéral Démocrate                      | John Goss     | 13,216 | 25,7 | N/A |
|               | Travailliste                           | Richard Black | 9,376  | 18,3 | N/A |
|               | UKIP                                   | James Herbert | 1,494  | 2,9  | N/A |
| Majorité      | Majorité                               | Majorité      | 14,035 | 27,4 | N/A |
| Participation | Participation                          | Participation | 51,337 | 75,5 | N/A |
|               | Conservateur vainqueur (nouveau siège) |               |        |      |     |

## Sources
- Résultats élections, 2005 (BBC)
- Résultats élections, 1997 – 2001 (BBC)
- Résultats élections, 1997 – 2001 (Election Demon)
- Election Résultats élections, 1997 – 2005 (Guardian)